# Mesógi
Mesógi (grec moderne : Μεσόγη) est un village chypriote situé dans le district de Paphos et comptant plus de 1 689 habitants.